# ريان كروذر
ريان كروذر (بالإنجليزية: Ryan Crowther)‏ هو لاعب كرة قدم بريطاني، ولد في 17 سبتمبر 1988 في ستوكبورت في المملكة المتحدة. لعب مع أشتون يونايتد وستوكبورت كونتي ونادي ألترينتشام ونادي ستاليبريدج سيلتيك ونادي ليفربول ونادي هايد إف سي.

## وصلات خارجية
- ريان كروذر على موقع قاعدة بيانات كرة القدم.إي يو (الإنجليزية)
- ريان كروذر على موقع Soccerbase.com (لاعب) (الإنجليزية)